# 2009-es műhold-összeütközés

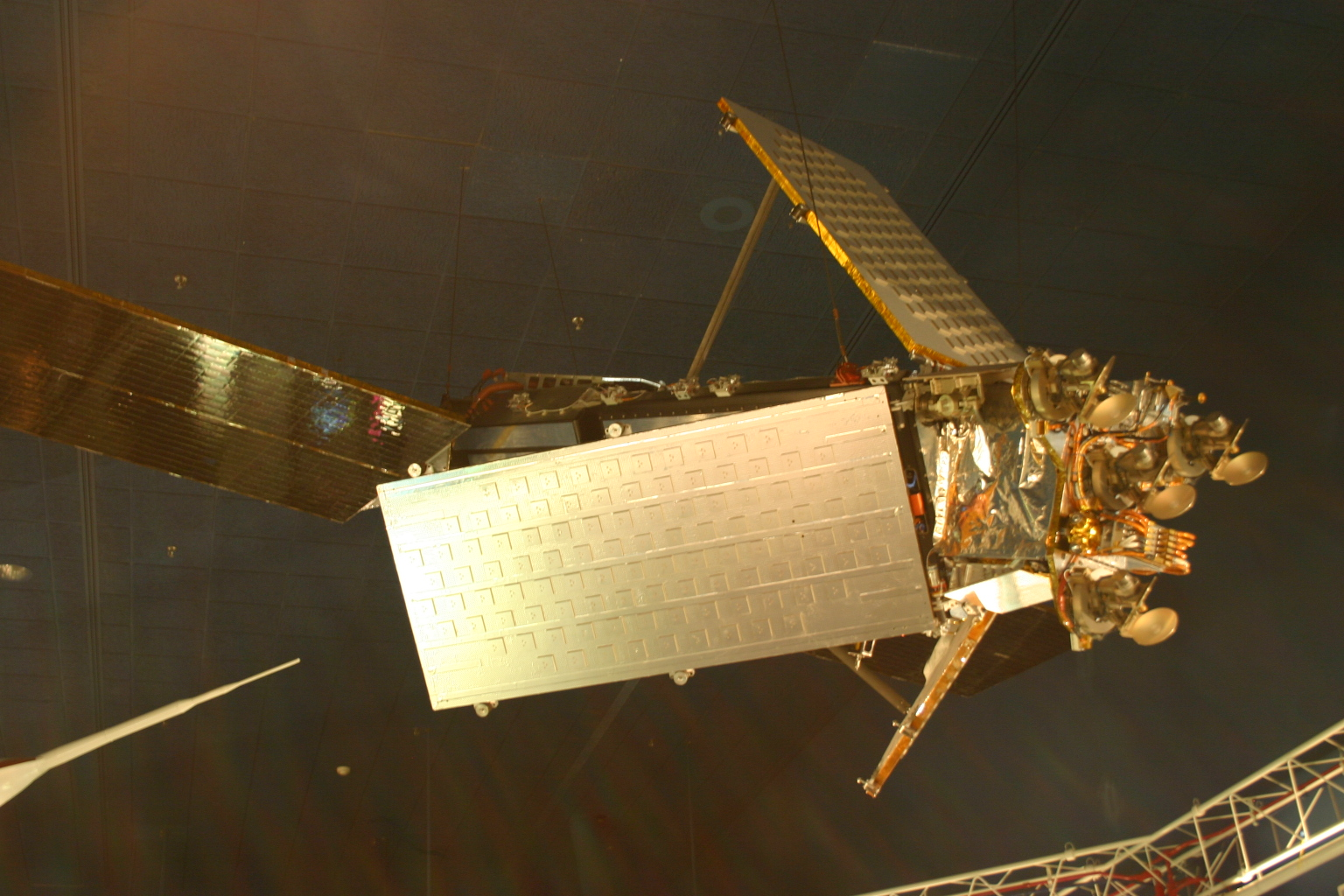
Egy Iridium műhold másolat

A 2009-es műhold-összeütközés az első, két sértetlen, a Föld körüli pályán keringő, mesterséges égitest közötti összeütközés volt. Az összeütközés 2009. február 10-én 16:56-kor (UTC) történt, a szibériai Tajmir-félsziget fölött 789 km-es magasságban az Iridium-33 és a Koszmosz-2251 műholdak között. A műholdak sebessége az ütközés pillanatában egymáshoz képest 11,7 km/s, vagyis 42 120 km/h lehetett.

## Ütközés
Az ütközésben mind az Iridium Satelite LLC tulajdonában levő Iridium–33, mind az Orosz Űrerők tulajdonában lévő Koszmosz–2251 megsemmisült. Míg az Iridium-műhold az ütközés időpontjában még dolgozott, az orosz műhold már legalább 1995 óta nem üzemelt, és emiatt nem is irányították aktívan. Gen Jakusin szerint az orosz műholdat 1993. június 16-án indították el, és két évvel később, 1995-ben kivonták a szolgálatból.
A NASA amerikai űrügynökség jelentései szerint az összeütközés nyomán nagy mennyiségű űrtörmelék keletkezett. A U.S. Space Surveillance Network a törmeléknek több mint 500 részét jelölte meg, de több időt vesz igénybe, míg az összeütközés következtében létrejött összes törmelékdarabot azonosítani tudják. A NASA azt mondja, az összeütközés helyétől 430 km-re lejjebb tevékenykedő Nemzetközi Űrállomásra csak kis mértékű veszélyt jelenthet, mivel nem terveztek 2009. február végére semmilyen utat ide. Azonban kínai tudósok azt állították, a kínaiak Nap körüli pályán haladó műholdja számára ez veszélyt rejt magában.
Számos kisebb összeütközés történt már ezt megelőzően is, gyakran találkozáskor, vagy egy műhold nemzetközi megsemmisítésekor került sor. Ezek közé tartozik az az eset is, mikor a DART űrszonda összeütközött a MUBLCOMmal, valamint három, a Mirt is érintő ütközés, mikor a Progressz M–24 és M–34, majd később a Szojuz TM–17 ütközött vele. 1996-ban a Cerise űrtörmeléknek ütközött. Összesen nyolc, nagysebességű ütközésről van tudomás, ezek többségét jóval a megtörténtét követően észlelték.

## Űreszközök
A Koszmosz–2251 egy 950 kg-os távközlési műhold volt. 1993. június 16-án Koszmosz–3M hordozórakétával juttatták fel az űrbe. Az összeütközés előtt évekkel kikapcsolták már, és űrszemétként pályáján hagyták. A 66 távközlési műholdból álló Iridium műholdegyüttes egyik tagja volt az 560 kg tömegű Iridium–33, melyet egy Proton segítségével juttattak az űrbe 1997. szeptember 14-én.

## Földre hullásuk
Február 13-án az USA Kentucky államában a szemtanúk hangrobbanást hallottak. A National Weather Service egy információs szóróanyagot tett közzé, melyben arra hívja fel a lakosság figyelmét, hogy a földre hulló űrszemét következtében földrengés vagy robbanás alakulhat ki. A lehulló műholddarabok miatt még Új-Mexikóban is hasonló közleményeket jelentettek meg. A Központi Légügyi Irányítás hasonló emlékeztetőkben hívta fel a pilóták figyelmét a légkörbe lépő törmelékkel kapcsolatban.
Azonban mindezzel a kormányzati szervek által kiadott jelentéssel ellentétben a United States Strategic Command, mely figyelemmel kíséri a műholdakat és a Föld körül keringő űrszemetet, cáfolta, hogy a robbanás hangja és a fényjelenségek kapcsolatban lennének a műholdak összeütközésével.
Február 15-én Texas fölött egy meteoroidot tévesen űrtörmeléknek néztek.
Nicholas L. Johnson, a NASA pályatörmelékekkel foglalkozó vezető tudósa szerint a műholdak összeütközése miatt nagyjából 1000 db, 10 cm-nél nagyobb, és számos kisebb törmelék keletkezhetett.

## Okok
Naponta számtalanszor előfordul, hogy egymástól néhány kilométerre halad el két műhold. Kihívást jelent ezek közül azok kiszűrése, mely igazán nagy veszélyt rejt magában. A műholdak aktuális helyzetéről megbízható, friss adatokhoz nehéz hozzájutni. A CelesTrak által elvégzett előzetes számítások szerint a két űrobjektum 584 méterrel elkerüli egymást.